# Anurutha
 Anurutha (né à Luang Prabang vers 1737 mort au même endroit le 31 décembre 1819), de son nom complet : 
Samdach Brhat Chao Maha Udama Varman Krung Sri Sadhana Kanayudha Udarattanapuri Rama Brahma Chakrapati Mahanayaka Maharajadhana Lanjang Krung Klao Anuradhuratta est roi du royaume de Luang Prabang sous la suzeraineté du royaume du Siam de 1792 à 1817.

## Roi de Luang Prabang
Né vers 1737 sous le nom de prince Anga Sadet Chao Fa Jaya Anurudha [Anurut], il est le second fils du roi Inthason, et de sa seconde épouse la reine (Mahadevi) Dhanakama ; il est désigné comme héritier présomptif  sous le titre Samdach Chao Maha Uparaja c'est-à-dire vice-roi en 1768. Otage à Bangkok en mai 1788, il est reconnu par le roi de Siam comme le successeur de son frère Surinyavongsa II et reçoit l'autorisation de retourner à Luang Prabang, le 3 février 1792. Il est couronné la même année toutefois en 1794 il est déposé par les siamois et envoyé comme prisonnier à Bangkok. Restauré le 2 juin 1794, il renonce à exercer le pouvoir en faveur de son fils aîné Manthaturath en 1817. Il meurt à Luang Prabang, le 31 décembre 1819 ; de différentes épouses il laisse six fils et trois filles.